# Морено, Хосе Элиас (младший)
Хосе Элиас Морено Гонсалес де Коссио (исп. José Elías Moreno González de Cossío), более известный как Хосе Элиас Морено-младший (исп. Jose Elias Moreno (hijo)) (13 июня 1956, Мехико, Мексика) — мексиканский актёр театра и кино.

## Биография
Родился 13 июня 1956 года в Мехико в семье актёра, режиссёра, сценариста и продюсера Хосе Элиаса Морено-старшего (1910-69), который принял участие в 171 работах в кино. У него также есть старшая сестра — также популярная актриса Беатрис Морено. Сын и дочь также решили пойти по стопам своего отца и стали актёрами — у Хосе Элиаса Младшего 60 работ в кино, у её сестры — 37 работ в кино. Дебютировал в 1969 году сначала в фильмах, а затем пошли теленовеллы. В 1975 году он пригласил свою сестру на съёмки, где сначала она получала эпизодические роли, а затем с подачи брата и ведущие роли. В 1979 году он сыграл в культовом телесериале Богатые тоже плачут, где он сыграл в роли Пако, после чего стал известен во многих странах мира, позже снялся ещё в одном известном сериале — Моя дорогая Исабель, где он сыграл роль Мануэля. С 1997 года известен как режиссёр, сначала являлся театральным режиссёром, а начиная с 2011 года стал снимать и теленовеллы.

## Личная жизнь
Хосе Элиас Морено женат на Мару, у них трое детей.

## Фильмография

### Актёр

#### Телесериалы

##### Свыше 2-х сезонов
- 1985-2007 — Женщина, случаи из реальной жизни (17 сезонов)

##### Televisa
- 1977 — Свадебный марш — Лачо
- 1978 — Доменика Монтеро — Педро
- 1978 — Мама-компаньонка — Поло
- 1979 — Богатые тоже плачут — Паскуаль «Пако» Эрнандес (дубл. Алексей Борзунов).
- 1979 — Судья — Родриго
- 1980 — Колорина — Данило
- 1981 — Соледад — Хуан
- 1982 — Я устала жить — Рафаэль
- 1983 — Амалия Батиста — Луис
- 1984 — Принцесса — Хулио Сесар
- 1985 — Бьянка Видаль — Энрике
- 1987-1988 — Тихая любовь — Хосе Мария
- 1989 — Цветок и корица
- 1990 — Ничья любовь — Хорхе
- 1992 — Навстречу солнцу — Моран Мориньо
- 1995 — Если я умру — Рауль
- 1995 — Умереть дважды — Аарон Серменьо
- 1996 — Чужие чувства — Хосе Мария
- 1997 — Моя дорогая Исабель — Мануэль

#### Телефильмы
- 2004 — Руби... Нахальная — Хенаро Дуарте

#### Фильмы
- 1976 — Выжившие в Андах — Родриго Фернандес
- 1983 — Мальчик бедный, мальчик богатый
- 1990 — Сердце для двоих
- 1993 — Клыки, оборотень — Роман
- 1999 — Неожиданная любовь
- 2003 — Лусия, Лусия — Рамон

### Режиссёр

#### Телесериалы студииTelevisa
- 2011 — Не с тобой, не без тебя
- 2012-н. в. — Девушка из поместья «Ураган»
- 2014-2015 — Тень прошлого
- 2016 (съёмки продолжаются) — Сердце, которое лжёт

## Театральные работы
- Все они были моими детьми.
- 2009 — 12 мужчин в прошлом.

## Награды и премии
Хосе Элиас Морено был номинирован 9 раз на премии TVyNovelas, Califa de Oro и Bravo, из которых победил лишь в трёх номинациях.